# Духовный центр «Возрождение»
Всеукраинский духовный центр «Возрождение» (укр. Духовний центр «Відродження») — религиозная организация, организованная Владимиром Мунтяном в 2012 году. Первоначально образована в Днепропетровске, она включает в себя ряд филиалов на территории Украины, в России, Белоруссии и других странах СНГ. По некоторым данным, насчитывается 320 филиалов организации. Экспертами Украины организация признана тоталитарной сектой, а Всеукраинский союз церквей ХВЕ считает её деятельность «близкой к оккультной практике».
Владимир Мунтян, который стоит во главе данной религиозной организации, также руководит Благотворительным фондом «Возрождение». Среди проектов Фонда — обеспечение продуктовыми пайками пенсионеров, ежемесячное снабжение медикаментами для онкобольных детей, закупка и ремонт медицинского оборудования, в том числе для Киевского Консультационно-диагностического Центра и много другого. На это идёт лишь часть заработка организации. Она имеет доход в приблизительно несколько миллионов гривен в месяц, которые не облагаются налогами.

## Определение
Духовный центр «Возрождение» относят к христианским церквям харизматического движения. Преимущественно действует на Украине, а также в странах СНГ. В 2009—2012 гг. входил в Украинский межцерковный совет (УМС), но после возникновения серьёзных претензий (богословского и этического характера) со стороны многих священнослужителей Украины В. Мунтян вынужден был покинуть эту организацию.
Некоторые психологи считают Духовный центр «Возрождение» последователями другой церкви харизматического движения Сандея Аделаджи «Посольства Божье» и дают ей определения секты и финансовой пирамиды. По сообщению ряда СМИ, старший пастор Мунтян требует конкретную денежную компенсацию за «исцеление» или «избавление от недугов» в размере десятой части от общего заработка.
Руководство Всеукраинского Союза Церквей ХВЕ считают деятельность Владимира Мунтяна не соответствующей евангельскому учению, а также очень близкой к оккультной практике.
25 апреля 2016 года было опубликовано повторное обращение глав Евангельских Церквей Украины относительно деструктивной деятельности Сандея Аделаджи и Владимира Мунтяна.
Отдельные эксперты считают, что во время молитв в «Возрождении» используются «запрещённые приемы». «Пастор постоянно двигается по сцене влево-вправо, люди на заднем плане тоже двигаются — эти маятниковые движения имеют гипнотический эффект. Используются и специальные синие лампы для освещения. Все эти приемы направлены на толпу — это так называемая массовая терапия.»
СБУ имеет компетентные выводы экспертиз, которые говорят о том, что секта Духовный центр «Возрождение» создана с целью манипулировать сознанием граждан, «подменяя понятия и выдавая желаемое за действительное». На самом деле во время «служб» работники организации собирают деньги с присутствующих, манипулируя их проблемами. Сам «пастор» часто напоминает со сцены о необходимости сдавать деньги на «помощь церкви». Это называется «партнёрством».

## История
Первая община религиозной организации была создана в 1997 году в г. Перещепино Днепропетровской области на Украине. В 2002 году был открыт центр в Днепропетровске. В 2011 — в Киеве. Всего Духовный центр «Возрождение» объединяет 320 религиозных центров в 32 странах мира.
Главная церковь расположена в Киеве (с 2022 года не функционирует), тут же работает и специальный телеканал Духовного центра «Возрождение». 29 ноября 2016 года трансляция телеканала была запрещена во Львовской области, было подано обращение Национального совета телевидения и радиовещания о повсеместном запрете вещания канала секты.
Церковь отличается своими массовыми акциями и крусейдами. Одно из таких произошло 18 июля 2014 года, когда тысячи представителей организации вышли, «чтобы помолиться за президента Украины Пётра Порошенко, мэра Киева Виталия Кличко и единую Украину».
В ноябре 2022 года Духовный центр «Возрождение» и Благотворительный фонд «Возрождение» Владимира Мунтяна объявили «нежелательными организациями» в России.
С 2020 года Духовный центр "Возрождение" начал приходить в упадок, официальный сайт (https://vo.org.ua/) перестал поддерживаться, киевская церковь перестала функционировать. Владимир Мунтян в основном (с 2022 года постоянно) проживал вне Украины (в океанических государствах Юго-Восточной Азии, в Евросоюзе). В качестве альтернативы духовному центру, Владимир Мунтян основал Миссию "ВОЗРОЖДЕНИЕ МИРА", через которую он занимается проповеднической деятельностью, в основном через видео в социальных сетях.

## Организация церкви и структура
Церковь Духовный центр «Возрождение» возглавляет «апостол». С 1997 года это Владимир Мунтян. По данным милиции, до создания религиозной секты Мунтян был судим за кражу и мошенничество (отбывал трёхлетний срок в 10-й спецколонии в Кривом Роге).
Управление религиозной организацией распределено между «апостолом», старшим пастором и церковным советом. В поместных церквях есть пастор, команда лидеров домашних групп и лидеры служений. Дочерними церквями управляют пасторы под руководством епископов.
В церкви проводят следующие виды обрядов: хлебопреломление, водное крещение, крещение Духом Святым, молитва за изгнание бесов, молитва за исцеление, рукоположение, бракосочетания, помолвка, похоронный обряд.

## Дополнительная информация
- 6 апреля 2006 года состоялось первое массовое служение в Ледовом Дворце. Количество прихожан составило 5 тысяч человек.
- 7 июля 2011 года состоялось первое массовое служение в Киеве во Дворце спорта.
- В октябре 2013 года организация проводила служения в Киевском Дворце спорта. Служения посетили более 300 000 верующих.
- Для восстановления центральной части города Киева после «Евромайдана» организация пожертвовала городу 200 000 гривен[28][29].
- Ежегодная организация мероприятия «Гора Моисея»[30][неавторитетный источник].